# Basiria noctiscripta
Basiria noctiscripta (syn. Psilenchus noctiscriptus) is een rondwormensoort. De wetenschappelijke naam van de soort is voor het eerst geldig gepubliceerd in 1962 door Andrássy.